# 1816 год в музыке

## События
- 9 января — Людвиг ван Бетховен получает опеку над своим племянником Карлом после судебного разбирательства с матерью мальчика.[1]
- 12 января — В Театре ди Сан-Карло (Неаполь) прошла премьера новой кантаты Джоакино Россини «Юнона».[1]
- 12 февраля — Пожар в Театре ди Сан-Карло в Неаполе; реконструкция начинается почти сразу пожара по приказу неаполитанского короля Фердинанда IV.[2]
- 20 февраля — В римском Театре Арджентина состоялась премьера оперы Россини «Альмавива, или Тщетная предосторожность» (позже более известная как «Севильский цирюльник»).[3]
- 21 марта — Немецкий банкир Авраам Мендельсон в Иерусалимской церкви в Берлине[нем.] тайно крестил в лютеранство своих четырёх детей, Фанни, Феликса, Ребекку и Пауля.[1]
- 9 апреля — Вернувшись в Прагу после двадцатилетнего отсутствия, Иоганн Непомук Гуммель даёт публичный концерт.[1]
- 17 апреля — Австрийский композитор Йозеф фон Спаун[нем.] просит Иоганна Вольфганга фон Гёте дать разрешение на написание молодым Францем Шубертом песен на его стихотворения.[1]
- 29 апреля — В Лондоне, на год позже запланированного, и без участия автора, состоялась премьера кантаты Луиджи Керубини Inno alla primavera, написанной по заказу Королевского филармонического общества[англ.].[1]
- 16 июня — В знак признания 50-летия прибытия в Вену Антонио Сальери композитора награждают золотой медалью лорда Чемберлена от имени австрийского императора Франца II.[1]
- 13 июля — Карл Мария фон Вебер встречается в Карлсбаде с графом Фитцумом фон Экштедтом; по итогам встречи Вебера назначают придворным капельмейстером в Дрездене.[1]
- 2 октября — Король Вюртемберга Фридрих I предлагает Иоганну Непомуку Гуммелю пост в Штутгарте.[1]
- 18 октября — Луи Шпор и Никколо Паганини встречаются в Венеции.[1]
- 19 ноября — Карл Мария фон Вебер обручился с певицей-сопрано Каролиной Брандт.[1]
- 25 ноября — Муцио Клементи покидает Лондон после шестимесячного пребывания в английской столице.[1]
- В Кампи-Бизенцио Микеланджело Паоли, музыкант и основатель семьи органостроителей, учредил Филармоническое общество[итал.], одну из старейших музыкальных ассоциаций Тосканы.[4]

## Публикации
- Музыкальный педагог и издатель Ананиас Дэвиссон[англ.] издал сборник Kentucky Harmony[англ.], включив в него 143 мелодии. Сборник пережил в общей сложности пять изданий.
- В канун Рождества 1816 года опубликован текст рождественского гимна «Ангелы с высот небесных» шотландского поэта Джеймса Монтгомери.

## Песни
- Франц Шуберт — «Скиталец[англ.]», «Колыбельная[англ.]».
- Людвиг ван Бетховен — цикл из 6 песен «К далёкой возлюбленной[нем.]».
- Карл Мария фон Вебер — вокальный цикл «Реакция людей разных темпераментов на потерю возлюбленных».
- Иоганн Даниэль Фальк — рождественский гимн «Полный радости[нем.]».

## Классическая музыка
- Франц Шуберт — симфонии № 4[англ.] и № 5[англ.]; «Литания на праздник всех душ»; «Стабат Матер фа минор[англ.]»; Струнное трио си-бемоль мажор, D 471[англ.]; Адажио и рондо кончертанто, D 487[англ.]; «Экосез[англ.]»; Соната для фортепиано ми мажор D 459[англ.]; Рондо ля мажор для скрипки и струнных[англ.]
- Карл Мария фон Вебер — Большой концертный дуэт для кларнета и фортепиано, ор. 48; Месса № 4 до мажор[англ.]
- Людвиг ван Бетховен — Соната для фортепиано № 28
- Иоганн Непомук Гуммель — Концерт для пианино № 2 ля минор[англ.]
- Луиджи Керубини — Реквием до минор; «Аве Мария[нем.]».
- Джакомо Мейербер — кантата «Любовь Теолинды».[1]

## Опера
- Джоаккино Россини — «Золушка», «Отелло», «Севильский цирюльник», «Газета[англ.]».
- Франческо Морлакки — «Причудливое сожаление», «Новый севильский цирюльник[итал.]».
- Гаэтано России — «Этелинда[итал.]»
- Микеле Карафа — «Габриэлла Вержи».
- Гаэтано Доницетти — «Пигмалион[итал.]».
- Фердинан Герольд и Франсуа-Адриен Буальдьё — «Шарль де Франс, или Любовь и слава».
- Этьенн Мегюль — «Целый роман, или Весь день в приключениях[англ.]».
- Карло Эвазио Солива[англ.] — «Бронзовая голова».
- Луи Шпор — «Фауст[англ.]».[1]
- Эрнст Теодор Амадей Гофман — «Ундина[нем.]».

## Родились
- 21 февраля — Князь Юзеф Михаил Понятовский де Монтеротондо, польский дипломат, певец и композитор (ум. в 1873).
- 26 февраля — Франц Кренн, австрийский органист, композитор и музыкальный педагог (ум. в 1897).
- 19 марта — Йоханнес Верхулст, нидерландский дирижёр и композитор (ум. в 1891).
- 13 апреля — Уильям Стерндейл Беннетт, британский пианист, дирижёр и композитор (ум. в 1875).
- 26 апреля — Эжен Д’Альбер, бельгийский производитель деревянных духовых инструментов (ум. в 1890).
- 17 августа — Беньямин Бильзе, немецкий скрипач, дирижёр и композитор (ум. в 1902).
- 4 сентября — Франсуа-Эммануэль-Жозеф Базен, французский композитор и музыкальный педагог (ум. в 1878).
- 17 ноября — Август Вильгельм Амброс, австрийский музыкальный историк и критик, пианист, педагог и композитор (ум. в 1876).
- 24 ноября — Маттео Сальви[итал.], итальянский композитор и оперный режиссёр (ум. в 1887).
- 8 декабря — Эдвард Хелстед[дат.], датский композитор и концертмейстер (ум. в 1900).
- дата неизвестна — Эдвард Эдвардс[англ.], валлийский музыкант и композитор (ум. в 1897).

## Умерли
- 10 февраля — Жан-Поль Эжид Мартини, французский композитор немецкого происхождения (род. в 1741).
- 19 февраля — Маргарета Хедвиг Альстрёмер, шведская графиня, художница и певица (род. в 1763).
- 16 марта — Джузеппе Яннаккони, итальянский композитор и музыкальный педагог, последний представитель римской школы (род. в 1740).
- 23 марта — Игнац Фицтумб[нем.], австрийский дирижёр и композитор (род. в 1724).
- 4 мая — Мари-Мадлен Гимар, французская балерина, первая танцовщица Королевской академии музыки с 1762 по 1789 год (род. в 1743).
- 25 мая — Сэмюэл Уэбб[англ.], английский композитор (род. в 1740).
- 5 июня — Джованни Паизиелло, итальянский композитор и музыкальный педагог (род. в 1740).
- 31 июля — Йозеф Фиала[чеш.], чешский музыкант и композитор (род. в 1748).
- 15 декабря — Йозеф Франц Максимилиан, 7-й князь Лобковиц[англ.], австрийский генерал богемского происхождения, любитель искусства и покровитель Бетховена (род. в 1772).
- дата неизвестна — Жуан Жозе Балди[англ.], португальский пианист, оперный дирижёр и композитор (род. в 1770).